# Rue Piémontési
La rue Piémontési est une voie du 18e arrondissement de Paris, en France.

## Situation et accès
La rue Piémontési est une voie publique située dans le 18e arrondissement de Paris. Elle débute au 21, rue Houdon et se termine au 10 bis, rue André-Antoine.

## Origine du nom
Le nom de la rue fait référence à M. Piémontési, maire de Montmartre de 1851 à 1854 et propriétaire des terrains.

## Historique
Cette voie privée, située sur l'ancienne commune de Montmartre, est ouverte sous le nom de « passage Piémontesi » en 1853. 
Après le rattachement de cette commune à Paris par la loi du 16 juin 1859 et devenue une rue publique, elle prend sa dénomination actuelle en 1931 puis elle est officiellement rattachée à la voirie parisienne par un arrêté préfectoral du 22 octobre 1985.